# Плівка Мебіуса

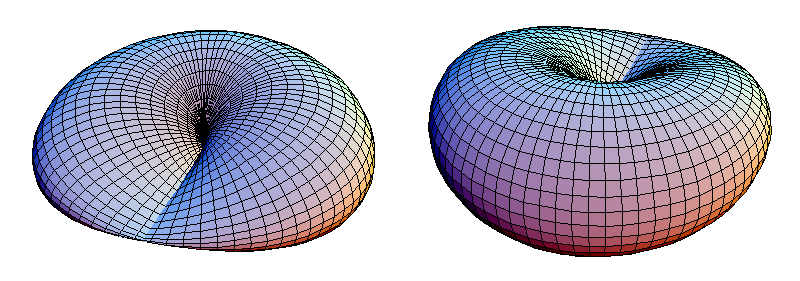
Плівка Мебіуса з приклеєним диском (гомеоморфна дійсній проєктивній площині).

Стрічка Мебіуса як склейка звичайної стрічки вздовж межі зі самою собою.

Плівка Мебіуса, або крос-кеп (від англ. cross-cap — «перехрещений капелюх»), або схрещений ковпак, — деяке вкладення стрічки Мебіуса в тривимірний простір, яке відрізняється від стандартного тим, що при ньому межа стрічки витягнута в коло і її можна заклеїти диском, але при цьому поверхня самоперетинається.
Плівку Мебіуса можна уявити так: візьмемо стрічку і поділимо одну з її меж навпіл; приклеїмо до межі дві блискавки в одному напрямку, зігнемо їх навпіл і застебнемо одну з одною. Вийде поверхня, зображена на картинці: вертикальна лінія — це блискавка, що двічі проходить (спочатку вгору, потім вниз). Зі схеми склеювання неважко побачити, що отримана поверхня гомеоморфна стрічці Мебіуса.
При заклеюванні диска з плівки Мебіуса виходить дійсна проєктивна площина. Справді, стрічку можна розкласти як кільце навколо диска, тоді межа розширеного диска складатиметься з двох застібок, спрямованих однаково; поверхня, що виходить при склеюванні в диска протилежних точок — це і є дійсна проєктивна площина.